# تسوتو
تسوتو (2 يوليو 1979 في البرازيل – )؛ هو لاعب كرة قدم سابق كان يلعب كمهاجم.

## وصلات خارجية
- تسوتو على موقع رابطة كرة القدم اليابانية للمحترفين (اليابانية)
- تسوتو على موقع إي إس بي إن إف سي (الإنجليزية)
- تسوتو على موقع قاعدة بيانات كرة القدم.إي يو (الإنجليزية)
- تسوتو على موقع Soccerway.com (الإنجليزية)
- تسوتو على موقع عالم كرة القدم.نت (الإنجليزية)